# Lugger-Gletscher
Der Lugger-Gletscher ist ein 5,8 km langer Gletscher im ostantarktischen Viktorialand. In der Convoy Range nimmt er das Hochland nördlich des Mount Bergen und des Mount Gran ein und fließt in nördlicher Richtung zum Kopfende des Alatna Valley.
Das New Zealand Geographic Board benannte ihn 1980 nach dem Lugger, einen Schiffstyp aus dem 18. Jahrhundert.